# Metro v Baku
Metro v Baku tvoří v současnosti základ sítě městské hromadné dopravy. Jedná se o jedinou síť podzemní dráhy v Ázerbájdžánu. Provozovatelem dráhy i drážní dopravy na ní je Bakı Metropoliteni. První úsek bakinského metra byl otevřen 6. listopadu 1967 (úsek Gənclik – vozovna Nərimanov linky 1), dosud poslední úsek byl otevřen 19. dubna 2016 (linka 3 v úseku Avtovağzal – Memar Əcəmi-2).
Metro má v současné době tři linky značené čísly a barvami: 1 (červená), 2 (zelená) a 3 (fialová). Soupravy metra zastavují celkem v 27 stanicích, z nichž tři stanice jsou přestupní (28 May, Cəfər Cabbarlı, Memar Əcəmi-2).

## Historie
První plány na výstavbu metra v Baku se objevily již ve 30. letech 20. století, ale rozhodnutí o zahájení stavby padlo až ve 40. letech. První práce byly zahájeny v roce 1951, ale o dva roky později byly z finančních důvodů a kvůli obtížným hydrogeologickým podmínkám zastaveny.
V roce 1960 byla stavba obnovena, ale vzhledem k rozvoji města se změnily trasy tratí a pořadí úseků. Vzhledem k poloze Baku bylo upuštěno od trojúhelníkového uspořádání se třemi křížícími se linkami, které bylo charakteristické pro systémy metra ve městech bývalého SSSR. Byla vybrána varianta se dvěma eliptickými tratěmi, které se kříží na nádraží. Navíc byla zjednodušena konstrukce přestupní stanice s předpokladem, že vlaky obou linek budou využívat jedno nástupiště.
6. listopadu 1967, v den 50. výročí Říjnové revoluce, bylo v Baku spuštěno metro jako pátý systém podzemní dráhy v SSSR po Moskvě, Leningradu, Kyjevě a Tbilisi. První úsek červené linky 1 byl dlouhý 6,5 km a skládal se z 5 stanic. O rok později byl otevřen 2,2 km dlouhý úsek jako začátek zelené linky 2, který končil u plánované přestupní stanice 28 Aprel, která byla v té době společnou stanicí obou linek. V roce 1979 byla otevřena technická stanice Elektrodepo a do roku 1989 byly tratě postupně rozšiřovány.
Po rozpadu Sovětského svazu se politická situace v Ázerbájdžánu stala nejistou a došlo k hospodářské krizi, takže navzdory probíhajícím pracím na dalších úsecích bylo rozšiřování bakinského metra přerušeno a došlo k delší přestávce v rozvoji systému. V roce 1993 byla přestupní stanice, která byla rok předtím přejmenována na 28 May, rozšířena o samostatné nástupiště pro linku 2, čímž vznikla stanice Cəfər Cabbarlı, a došlo tak k propojení obou částí linky. O rok později došlo ke dvěma útokům, při nichž bylo 27 lidí zabito a 107 zraněno. V roce 1995 naopak došlo k požáru vlaku v tunelu. Při nehodě zahynulo 289 cestujících a 265 jich bylo zraněno. Oficiálně byla za příčinu považována elektrická závada, ale nebyla vyloučena ani možnost sabotáže. K dalšímu rozšíření systému metra v Baku došlo v roce 2002, kdy byl zahájen provoz stanice Həzi Aslanov, která byla vybudována s finanční podporou Evropské unie. V roce 2008 byl opět rozšířen přestupní uzel linky 2 a v roce 2011 byly otevřeny další stanice linky. Systém byl tehdy dlouhý 34,6 km.
Dne 19. dubna 2016 byl zahájen provoz fialové linky 3. Její slavnostní otevření provedl prezident země Ilham Alijev. Po tomto rozšíření dosáhl systém délky přes 35 km.
V únoru 2018 byla podepsána smlouva s ruskou společností Metrovagonmaš na dodávku 2 jednotek pětivozových vlaků.
V dubnu 2019 byla poprvé v historii bakinského metra najata žena jako řidička.
Dne 31. března 2020 bylo metro z důvodu pandemie covidu-19 dočasně uzavřeno. V květnu 2020 bylo metro opět otevřeno, ale po několika dnech bylo zase uzavřeno až do 14. září. V říjnu 2020 bylo metro opět uzavřeno. Během této výluky byla zahájena generální oprava staničních kolejí. Definitivní otevření metra po covidu proběhlo až 31. května 2021.
29. května 2021 byla oficiálně otevřena nejnovější stanice metra - Stanice 8. listopadu. Pojmenovaná je na počest Dne vítězství ve druhé karabašské válce. Pro veřejenost byla stanice linky 3 otevřena 31.5.2021.

## Síť tratí a linkové vedení

### Linka 1 (červená)
Tato linka je nejstarší, byla otevřena spolu se zavedením metra v roce 1967. Zahrnuje 13 stanic (12 podzemních a 1 povrchovou) a jedno depo.

### Linka 2 (zelená)
Tato trať postupně vznikala spolu s otevřením stanic. V současné době je odbočka provozována na principu rozvětvení společně s červenou linkou, ale po vybudování spojovacích tratí mezi stanicemi Cəfər Cabbarlı a Nizami a zprovoznění depa Dərnəgül se na ní plánuje organizovat samostatný provoz. 

### Linka 3 (fialová)
Trať linky se skládá ze dvou stanic, které byly otevřeny 19. dubna 2016.
Na trati se plánuje výstavba celkem 12 stanic. Všechny stanice na třetí trati jsou na rozdíl od stanic ostatních dvou tratí schopny přijímat sedmivozové vlaky.